# Rába Premier 291
A Rába Premier 291 egy városi, magas padlós csuklósbusz. A típus 4 darab ajtóval rendelkezik, melyek közül 3 kétszárnyas, 1 pedig egyszárnyas bolygóajtó. A 24 Volán-vállalatból csupán 7 és a Miskolc Városi Közlekedési Zrt. üzemeltetett ilyen buszokat. Szóló változata a Rába Premier 091.

## Története
Az ezredforduló utáni Ikarus nehéz helyzete és a Volánok anyagi helyzete miatt a Rába Magyar Vagon- és Gépgyár egy megfizethető autóbusz fejlesztésébe kezdett. Azonban saját fejlesztésű buszok helyett a belga Jonckheere gyár Communo busz licencét vásárolta meg. Az első ilyen buszt, egy elővárosi Rába Contact 092-t az 1998-as Industria kiállításon mutatták be, rövidesen a városi csuklós változata, a Premier 291 is bemutatásra került. Ez a két buszt Belgiumban gyártották, de a többi Rába Contact és Premier a győri gyárban készült. A gyár és a Premier 291-es a Volánok 1999-es és 2001-es helyi csuklósbusz tenderén jól szerepeltek, de a gyártás egyre veszteségesebb lett, majd a 2001-es elvesztett miskolci tender után a Rába beszüntette a buszgyártást.

## Előfordulása

### Miskolc
A Miskolc Városi Közlekedési Zrt. 6 darab Rába Premier 291-et vásárolt 2000-ben. A 6 darabból 2-t 2013-ban, a maradék 4-et pedig 2016-ban törölte az MVK az állományából. 4 évig eladásra voltak kínálva, viszont mivel nem akadt rá vevő, ezért 2020 decemberében az összeset a kazincbarcikai kohóba szállították, ahol az összeset elbontották. 

### Közlekedési Központok
A 24 Volán-társaságból csupán 7 (Gemenc Volán, Hajdú Volán, Jászkun Volán, Kisalföld Volán, Körös Volán, Kunság Volán, Zala Volán) vásárolt Rába Premier 291 autóbuszt.
A táblázatban 2019. januári adatok olvashatóak!
| Volán           | Közlekedési Központ | Darabszám | Darabszám |
| Volán           | Közlekedési Központ | eredeti   | jelenlegi |
| --------------- | ------------------- | --------- | --------- |
| Körös Volán     | DAKK                | 2         | 3         |
| Kunság Volán    | DAKK                | 1         | 3         |
| Gemenc Volán    | DDKK                | 1         | 1         |
| Hajdú Volán     | ÉMKK                | 1         | 1         |
| Kisalföld Volán | ÉNYKK               | 11        | 17        |
| Zala Volán      | ÉNYKK               | 7         | 17        |
| Jászkun Volán   | KMKK                | 1         | 1         |
| Összesen        | Összesen            | 24        | 23        |

### Selejtezések
A legelső autóbuszt a Kisalföld Volán selejtezte 2013-ban. Nagyobb mennyiségben először 2021-ben selejteztek a típusból, ekkor 7 db autóbuszt vontak ki végleg a forgalomból. 2022-ben 10 autóbuszt, 2023-ban 3 autóbuszt selejteztek. Jelenleg 3 darab van még állományban, amiből 1 darab közlekedik menetrend szerinti forgalomban.